# Ilse Dörffeldt
Ilse Dörffeldt (née le 23 mars 1912 et décédée le 14 septembre 1992) est une athlète allemande, spécialiste du sprint.

## Biographie
Elle a participé aux Jeux olympiques d'été de 1936 et y établit un nouveau record en relais 4 × 100 mètres avec ses coéquipières Emmy Albus, Marie Dollinger et Käthe Krauss pendant les séries mais cette équipe ne termina pas la finale par suite de la perte du témoin lors d'une mauvaise transmission. 

### Palmarès

#### Jeux olympiques d'été
- Jeux olympiques d'été de 1936 à Berlin (Allemagne)
  - abandon en finale du relais 4 × 100 mètres

#### Championnats d'Allemagne
- Médaille d'argent sur 100 m en 1937
- Médaille de bronze sur 100 m en 1933 et 1934
- Médaille de bronze sur 200 m en 1932, 1933 et 1934

### Records
- Record olympique du relais 4 × 100 mètres en 46 s 4 avec Emmy Albus, Käthe Krauss et Marie Dollinger, le 8 août 1936 à Berlin (amélioration du record détenu depuis la finale des Jeux olympiques d'été de 1932 par le relais américain composé de Carew-Furtsch-Rogers-von Bremen, sera battu en demi-finale des Jeux olympiques d'été de 1952 par le relais australien composé de Strickland-Johnston-Cripps-Jackson)
- Record du monde du relais 4 × 100 mètres en 46 s 4 avec Emmy Albus, Käthe Krauss et Marie Dollinger, le 8 août 1936 à Berlin (amélioration du record détenu depuis le 21 juin 1936 par un autre relais allemand composé de Albus-Krauss-Dollinger-Winkels, sera battu en 1952 par le relais australien composé de Strickland-Johnston-Cripps-Jackson)